# Amiral Duperré (1879)
«Амираль Дюперре́» (фр. Amiral Duperré (cuirassé)) — один из первых броненосцев ВМС Франции, а также первый полностью барбетный броненосец, построенный во Франции.
Единственный корабль одноимённого типа.
Служил в Средиземноморской эскадре.
13 декабря 1888 года во время учений одно из его орудий взорвалось, убив шесть матросов.
Корабль был переведен на Северный флот в 1898 году.
С декабря 1906 года он использовался в качестве мишени и в конце концов был отправлен на слом в 1909 году.

## История
«Амираль Дюперре́» развивал доктрину т. н. «индивидуального превосходства», впервые сформулированную в Италии. Основываясь на результатах первого крупного сражения броненосной эры, битвы при Лиссе, военно-морские теоретики утверждали, что с появлением паровых машин и брони привычные тактики парусного боя утратили значение. Они считали, что морской бой в будущем будет представлять собой отдельные стычки одиночных кораблей и небольших соединений, централизованное управление эскадрой же окажется невозможным из-за слабости средств связи и плохой видимости в пороховом дыму.
Основное значение в такой доктрине отводилось индивидуальному превосходству каждого отдельного корабля над вражескими. Первыми её реализовали итальянцы, заложившие ещё в 1873 два огромных броненосца типа «Кайо Дуилио». Эти громадные корабли произвели впечатление на адмиралов радикальным отступлением от принятых стандартов кораблестроения: отсутствием парусного рангоута, цитадельным бронированием, сверхмощной башенной артиллерией.
Постройка первого французского «суперброненосца» стала предметом ожесточённых споров среди французских инженеров. Было рассмотрено несколько разных концепций бронирования, включая аналогичные итальянской, прежде чем возобладал новый, более оригинальный вариант.

## Конструкция
Броненосец имел характерный для французской школы кораблестроения очень высокий надводный борт с завалом бортов внутрь. Французы считали чрезвычайно важным обеспечение хорошей мореходности для своих океанских кораблей и эффективную возможность действовать тараном, для чего корабль даже получив тяжёлые повреждения должен был сохранять хороший ход. В центральной части корпуса бок о бок друг с другом располагались две дымовые трубы, прямо перед ними — небольшая надстройка с мостиком на вершине.

### Вооружение
Основу вооружения корабля составляли четыре 340-миллиметровых нарезных орудия, каждое весом в 48 тонн. Орудия располагались каждое в отдельной барбетной установке: на вращающейся платформе, окружённой неподвижным кольцом брони. Орудия использовали «качающуюся» установку, при которой казённая часть орудия во время перезарядки опускалась вниз и скрывалась за барбетом. Таким образом, расчёт орудия был надёжно защищён от выстрелов.
Расположение артиллерии главного калибра было следующим. В носовой части корпуса, сильно сдвинутые к бортам, располагались две барбетные установки. Ещё одна находилась в центре корпуса, и одна была установлена на корме. Таким образом, броненосец мог нацелить прямо по курсу — два орудия, на любой борт — три, и на корму — два. Барбетные установки были прикрыты вращающимися вместе с пушками защитными куполами, открытыми с фронтальной части, чтобы облегчить наведение орудий.
Отличительным элементом французского кораблестроения было наличие мощной вспомогательной батареи. На главной палубе с каждого борта стояли по семь 138-миллиметровых нарезных казнозарядных пушек, предназначенных для стрельбы по небронированым частям кораблей противника. Эти орудия не были никак защищены, и могли быть выведены из строя любым попаданием, но, тем не менее, наличие такой батареи рассматривалось как важное преимущество французских броненосцев.
Дополнительное вооружение корабля составляли скорострельные противоминные пушки и четыре надводных торпедных аппарата.

### Защита
Основу защиты корабля составлял протянувшийся по всей ватерлинии броневой пояс из кованного железа. Толщина броневых плит варьировала от 250 мм в оконечностях до 560 мм в центре корпуса. Из-за очень большой толщины пояса и его значительной протяженности, сделать вертикальное бронирование сколь-нибудь протяженным по высоте не получилось: высота пояса была очень незначительной (всего 2,6 м). При полной загрузке корабля, верхняя кромка пояса практически скрывалась под поверхностью воды.
Поверх пояса располагалась 60-миллиметровая броневая палуба из стали на 18-миллиметровой железной подкладке.
Артиллерия главного калибра располагалась в барбетных установках, защищённых 305-миллиметровой стальной броней. Барбеты представляли собой сравнительно невысокое ограждение из брони, и стояли на верхней палубе, не соединяясь с броневой ничем, кроме элеваторов подачи снарядов, защищённых 102-миллиметровыми железными плитами. Такая схема взывала массу нареканий: борт броненосца выше броневого пояса не был защищен ничем, и разрыв тяжелого снаряда под барбетом мог привести к обрушению всей конструкции артиллерийской установки. Барбеты сверху были прикрыты 50-миллиметровыми вращающимися куполами из железа.

## Оценка проекта
Являясь развитием элементов конструкции, ранее уже встречавшихся на французских броненосцах, «Амираль Дюперре́» был значительным шагом вперед. На нём впервые расположили всю артиллерию главного калибра во вращающихся установках с широкими углами обстрела, что улучшало защиту артиллерии и чрезвычайно облегчало манёвр огнём в бою. Тем не менее, хотя французы оценивали свой корабль весьма высоко, иностранные кораблестроители были настроены по отношению к нему критически.
Главной проблемой корабля считалась неудовлетворительная схема бронирования. Броневой пояс прикрывал только ватерлинию и сами орудия, остальной же надводный борт представлял собой незащищённую мишень и мог быть легко расстрелян — без большой угрозы для живучести корабля при спокойном море, но при волнении многочисленные пробоины в метре от ватерлинии могли быть крайне опасны. 
Кроме того, в отличие от итальянских и английских «суперброненосцев», на которых броневые башни стояли прямо на броневой палубе, на «Амираль Дюперре́» барбетные установки были размещены значительно выше броневой палубы, в верхней части корпуса корабля, и пространство от броневой палубы до основания барбета было совершенно не защищено (кроме труб подачи боеприпаса), так что любое попадание под барбет в теории могло легко вывести артиллерийскую установку из строя, хотя этому противодействовал бронированный пол барбета (см. схему бронирования).
Всё же этот корабль, пусть и далёкий от идеала, отличался прекрасной мореходностью, мощным вооружением — особенно с учётом его многочисленной вспомогательной батареи, отсутствовавшей на британских и итальянских аналогах — и высокой скоростью. Развитием проекта стали океанские барбетные броненосцы класса «Amiral Baudin», а также стационерные броненосцы классов «Байард» и «Вобан».